# Guerres judéo-romaines

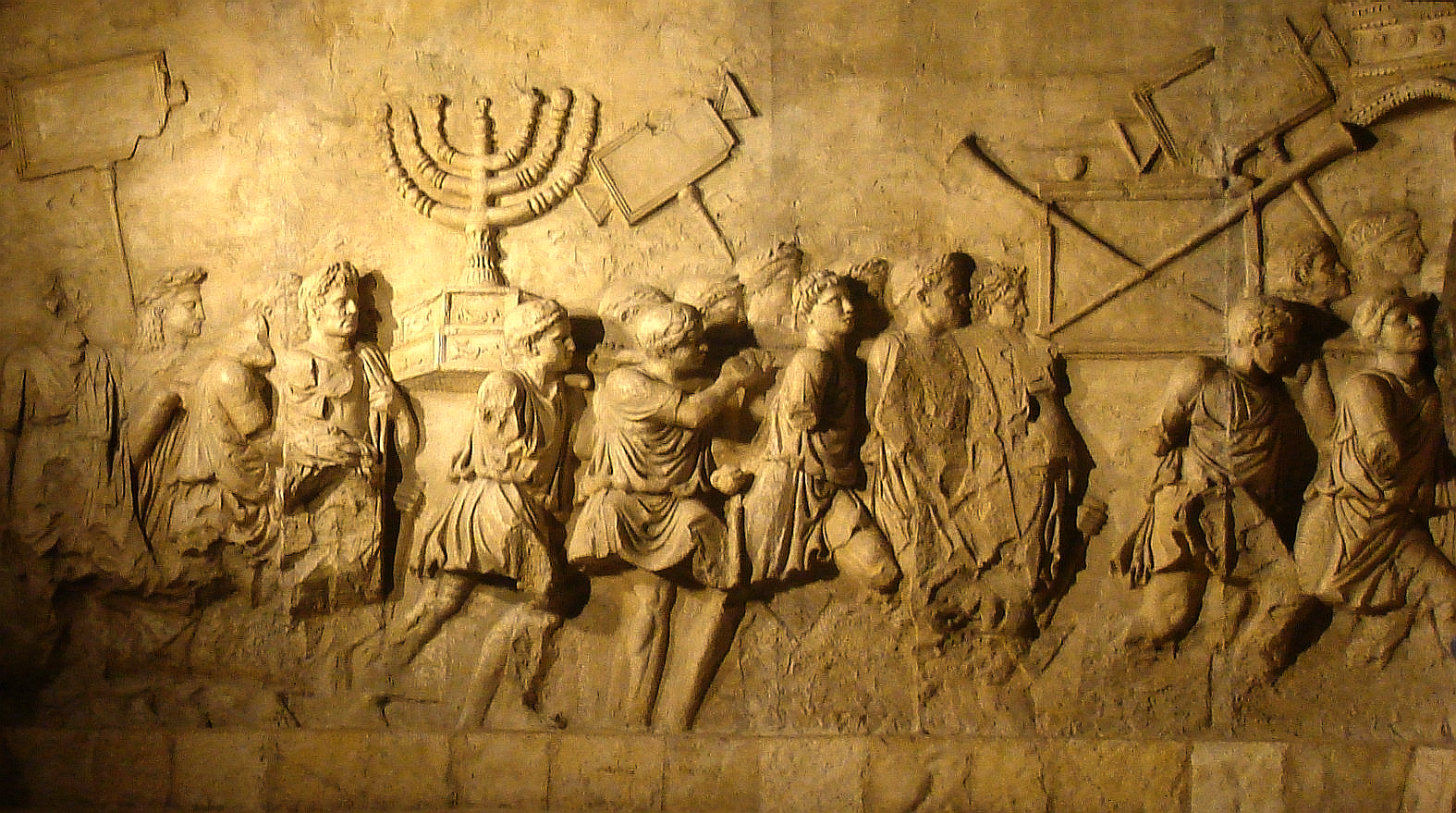
Copie du panneau de l'arc de triomphe romain de Beth Hatefutsoth érigé en 81, montrant le butin du temple de Jérusalem, pillé lors du siège.

Les guerres judéo-romaines furent une série de révoltes de grande ampleur des Juifs de la Judée contre l'Empire romain entre 66 et 135 apr. J.-C.
Les causes de ces révoltes sont à la fois nationalistes, motivées par la restauration d'un État indépendant, et religieuses autant qu'identitaires, la religion juive étant le ferment de l'unité et de l'identité de la Nation juive. Une identité juive qui s'était déjà radicalisée à l'époque de la Révolte des Macchabées (167 à 140 av. J.-C.), pour justifier le détachement de la Judée qui devint alors indépendante du monde grec de l'époque. 
On compte trois grandes révoltes :
- la première guerre judéo-romaine (66-73) ;
- la guerre de Kitos (115-117) ;
- et la révolte de Bar Kokhba (132-135).

Par la suite, prennent place d'autres révoltes juives, après leur bannissement de Jérusalem :
- Révolte juive contre Constance Gallus (351), révolte originaire de Sepphoris ;
- Révolte contre Heraclius (613), révolte originaire de Tibériade.